# Razo
Une razo (variante razó) est un court texte biographique en prose occitane du XIIIe siècle, qui vise à donner une interprétation d'un poème de troubadour à partir d'éléments de la vie de son auteur. Les razos font partie, avec les vidas de l'ensemble de textes que l'on nomme, depuis Raynouard, les « biographies de troubadours ».

## Origine du terme
Contrairement au terme vida, le terme razo (< lat. RATIONEM), est employé en ce sens dès le Moyen Âge pour caractériser ces textes biographiques. Il signifie « raison » en occitan, et désigne ainsi la raison pour laquelle un poème a été écrit et son sujet. Un exemple intermédiaire entre ces deux sens se trouve dans la razo concernant le planh composé par Bertran de Born sur la mort du jeune Roi : « Lo plainz qu'En Bertrans de Born fetz del rei Jove non porta autra razon si non que.l reis Joves era lo meiller hom del mon »
.
Par extension, ce terme en vient à désigner le genre littéraire spécialisé dans l'explication de la raison ou du sujet du poème. Parfois composé par l'auteur du poème lui-même, les razos proviennent vraisemblablement d'un « moment diégétique » précédant la récitation du poème
.
Elles ont pu parfois être composées par l'auteur même du poème, comme on peut le déduire de la vida de Guillem de la Tor, qui « quant volia dire sas cansos, el fazia plus lonc sermon de la rason que non era la cansos »
.

## Auteurs possibles
De même que les vidas, la plupart des razos sont anonymes, et l'on en sait relativement peu sur leurs auteurs. Uc de Saint Circ se proclame néanmoins auteur des razos concernant Savaric de Mauléon. La paternité d'Uc sur une grande partie du corpus des razos est une question qui donne lieu a un vif débat historiographique.

## Emploi dans les manuscrits
Dans les chansonniers, les razos sont d'abord placé en tête des poèmes qu'elles visent à expliciter (chansonniers IK par exemple) avant d'être réunies avec les vidas dans des sections à part (manuscrits EPR), constituant alors .

## Sources desrazos
Les principales sources d'inspiration des razos sont les poèmes qu'elles commentent, mais elles contiennent parfois des détails historiquement crédibles.

### Éditions modernes
- Jean Boutière et Alexander–Herman Schutz, Biographies des Troubadours. Textes provençaux des XIIIe et XIVe siècles, Paris, 1964
- François–Juste–Marie Raynouard, Biographies des troubadours et appendice à leurs poésies imprimées dans les volumes précédents, Paris, 1820
- Henri Gougaud, Anthologie de la poésie des troubadours, textes français de René Nelli et René Lavaud revu et corrigé par Henri Gougaud, Paris, Éditions du Points, collection "Poésie", 2009.

### Ouvrages critiques
- (it) Maria–Luisa Meneghetti, Il pubblico dei Trovatori, ricezione e riuso dei testi lirici cortesi fino al XIV secolo, Turin, 1992